# Franse gemeenschap in België
De Franse gemeenschap in België (Fransen in België) vormen de grootste groep buitenlanders in het land en een van de grootste migratiegroepen. In 2017 woonden 164.410 Franse burgers (mensen met dubbele nationaliteit niet meegerekend) in België.

## Migratieredenen
In een enquête uit 2016 die vroeg naar welk land Fransen het liefst zouden migreren, stond België op de zesde plaats, na Canada, Australië, de VS, Spanje en Portugal. Wat daadwerkelijke emigratie betreft, is de Franse expatgemeenschap in België de vierde grootste wereldwijd, na Zwitserland, de VS en het VK. België is dus een redelijk beliefde bestemming voor Fransen. Vooral Brussel, met zijn Europese instituten, is erg aantrekkelijk.
Fransen emigreren om uiteenlopende redenen naar België. Sommigen gaan een relatie aan met een Belg of Belgische en gaan daarop met hem of haar in België samenwonen. Anderen komen als student of voor een werkgelegenheid naar België. Velen vestigen zich ook in het land om de vermogensbelasting in hun eigen land te vermijden.
Naast migranten zijn er ook veel grensarbeiders, vooral in West-Vlaanderen. De provincie kampt al enkele jaren met een arbeiderstekort dat erg genoeg is om verdere economische groei te belemmeren. De werkloosheidsgraad van de provincie bedroeg in 2017 slechts 5,5%. In sommige arrondissementen, zoals Tielt en Diksmuide, lag hij zelfs onder de vier procent. In het aangrenzende Noorderdepartement is de werkloosheid daarentegen vrij hoog: 12,6% in 2017. Veel mensen gaan daarom in West-Vlaanderen werken. Eind juni 2012 waren er 6.453 Franse grensarbeiders in West-Vlaanderen. In 2018 was hun aantal verdubbeld tot ongeveer 12.000. Dit werd echter nog altijd niet als genoeg beschouwd. Daarom startte de provincie een reeks projecten om nog meer Noord-Fransen aan te trekken. Ook startte ze een samenwerking met het Noorderdepartement om Noord-Franse werklozen in West-Vlaanderen aan het werk te krijgen.

## Demografie

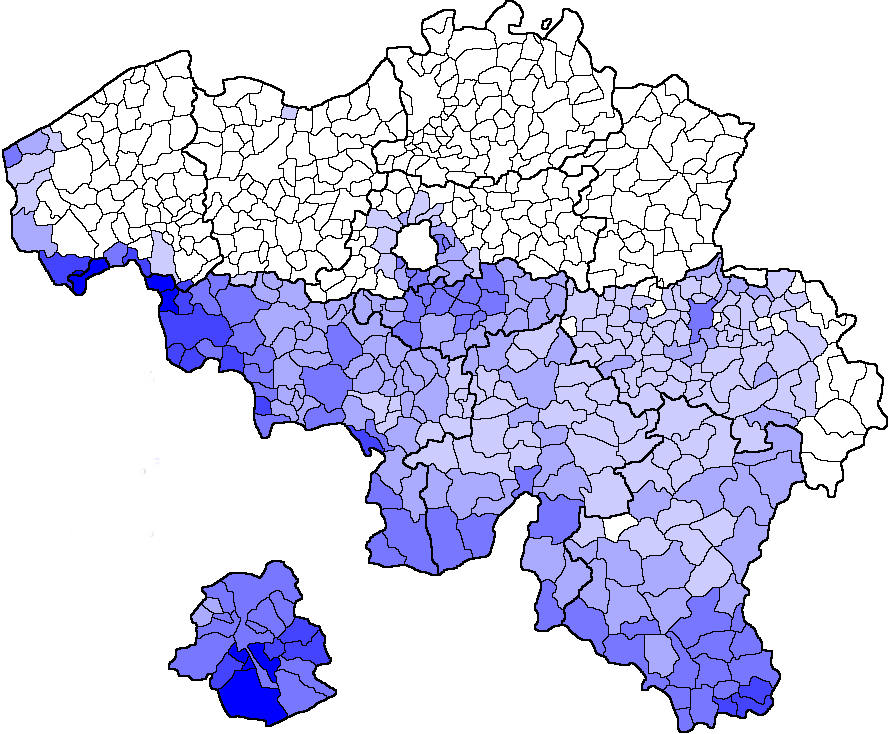
Verspreiding van de Fransen in België. Klik op de afbeelding om de legenda te zien.

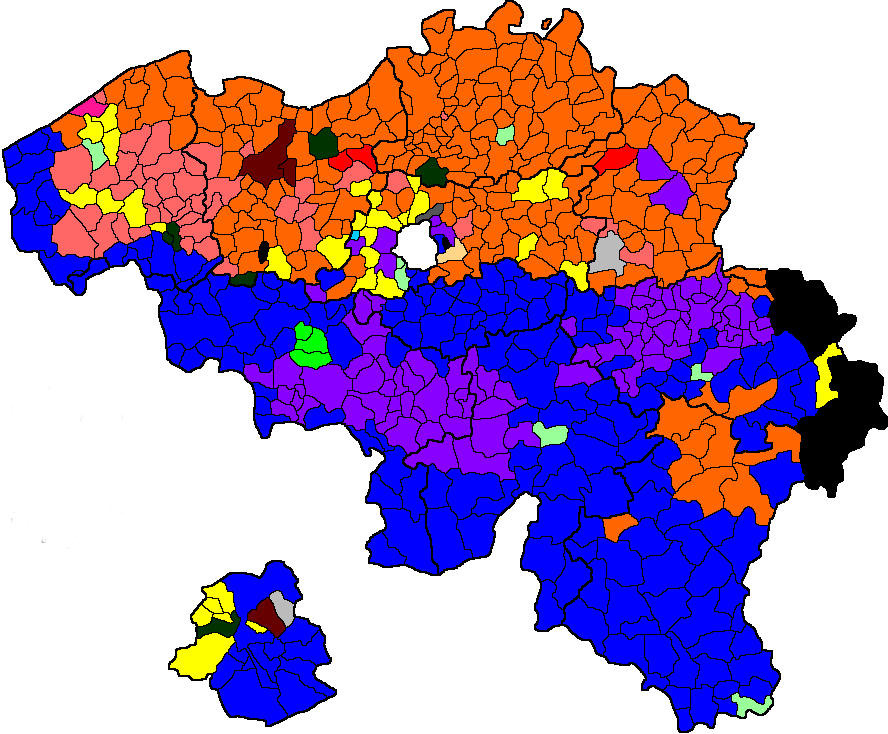
Deze kaart toont per gemeente welke groep buitenlanders het grootst is. Gemeenten waar dit de Fransen zijn, zijn in het blauw ingekleurd.

In 2017 verbleven volgens Statbel 164.410 Fransen in België. Zij vormden daarmee de grootste groep buitenlanders (mensen zonder Belgisch paspoort), net voor de Italianen. Deze gegevens houden echter geen rekening met genaturaliseerden en mensen met het dubbele staatsburgerschap. Het Franse consulaat in België schatte in 2014 dat er in totaal ongeveer 250.000 Fransen in België leefden. Zij verblijven voornamelijk in de grensstreken met Frankrijk, in het Brussels gewest en in de streek ten zuiden daarvan.
Van de door Statbel getelde Fransen woonde de grootste groep, 80.338, in Wallonië. Zij staan daar qua aantal echter net achter de Italianen. In Brussel zijn zij wel de grootste groep buitenlanders. Er woonden daar 41.860 Fransen in 2017. Ook in Vlaanderen wonen veel Fransen. Statbel telde er 20.918 in 2017. Een groot deel daarvan woont in West-Vlaanderen (6.987) en het arrondissement Halle-Vilvoorde (6.284). In West-Vlaanderen vormen zij zelfs de grootste groep buitenlanders.